# Martin Klein (Ringer)

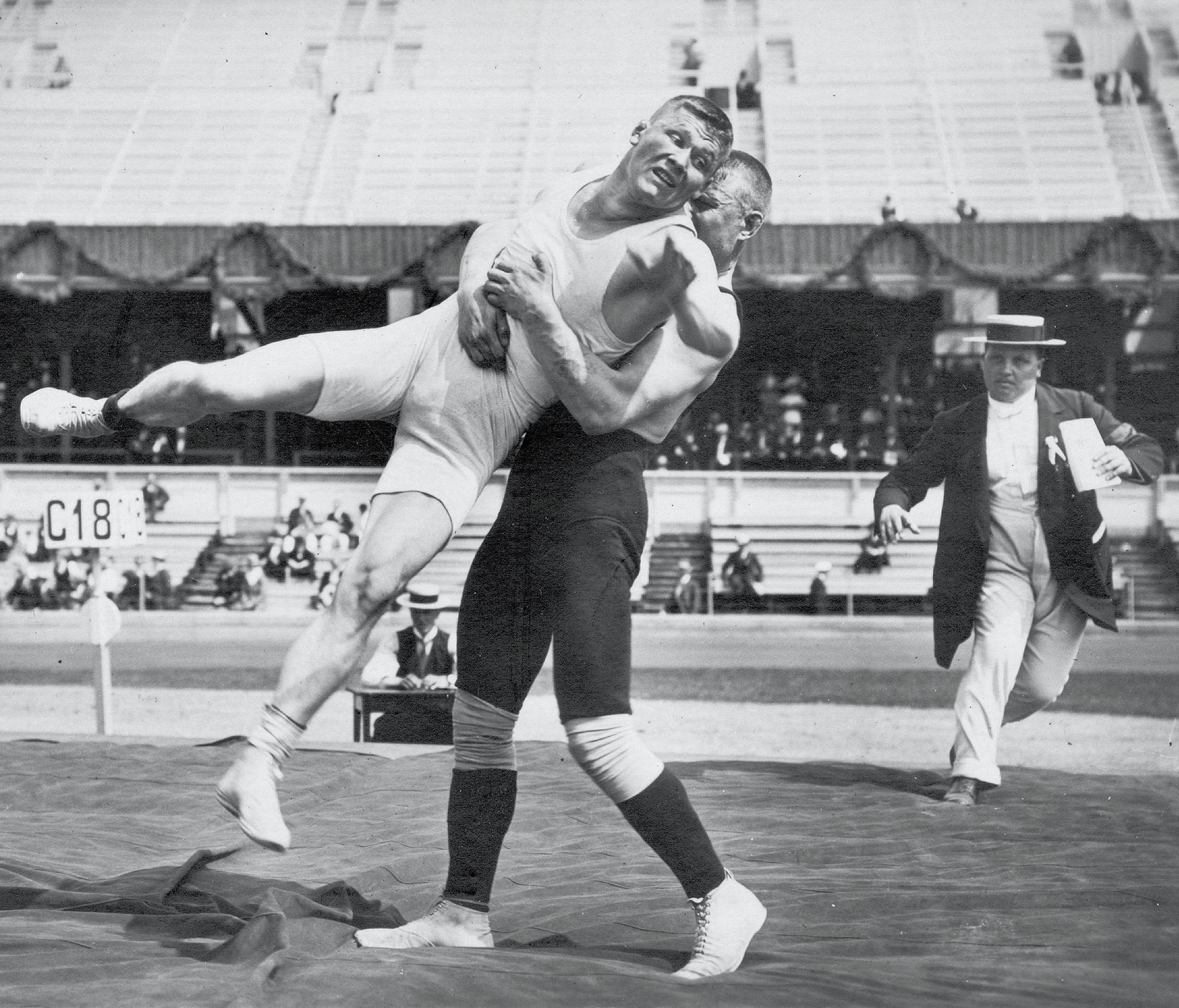
Martin Klein (rechts) im Kampf gegen Alfred Asikainen bei den Olympischen Spielen 1912

Martin Klein (russisch Мартин Клейн; * 12. September 1884 in Tarvastu/Tarwast; † 11. Februar 1947 ebenda) war ein estnischer Ringer. Er war 1912 olympischer Medaillengewinner für Russland.

## Leben und sportliche Leistung
Martin Klein wurde in Tarvastu geboren, das seit 1721 zum russischen Zarenreich gehörte. Er besuchte die Dorfschule von Kuressaare und anschließend die Kirchspielschule von Tarvastu. Schon als Kind fiel auf, dass er häufig einen halben Kilometer weit als Handstand lief. Als 17-Jähriger heuerte er auf einem Schiff an, entschloss sich aber bald, den Beruf eines Matrosen aufzugeben. Er war dann als Bauarbeiter in Sankt Petersburg tätig, wohin in sein Bruder Juhan einlud. 1910 wurde er Wachmann im dortigen Sportclub Sanitas. Bald betrieb er selbst Sport und wurde von seinem Trainer Tõnu Võimula (= Daniel Wiedemann) gefördert. Schnell wurde sein Talent als Ringer sichtbar.
Martin Klein gewann bei den Olympischen Sommerspielen 1912 in Stockholm die Silbermedaille im Ringen (Mittelgewicht, griechisch-römischer Stil). Er war damals 27 Jahre alt. Sein Kampf gegen den 23-jährigen Finnen Alfred Asikainen am 14. Juli 1912 ging als längster olympischer Ringkampf der Geschichte ins Guinness-Buch der Rekorde ein. Er dauerte 11 Stunden und 40 Minuten. Um 22.10 Uhr wurde Klein zum Sieger erklärt. Schwer erschöpft verzichtete Klein auf den für den kommenden Tag terminierten Kampf um die Goldmedaille gegen den Schweden Claes Johanson und gab sich kampflos mit Silber zufrieden.
1913 nahm Klein als Favorit an den Weltmeisterschaften in Breslau teil, musste aber verletzt ausscheiden. 1919/20 nahm Klein am Estnischen Freiheitskrieg gegen Sowjetrussland teil. Ab 1919 war er Trainer der estnischen Ringer bei den olympischen Spielen. Versuche, ins Ringer-Profilager überzuwechseln, scheiterten. Bis 1937 war er noch als Ringer aktiv, zog sich aber immer mehr auf seine landwirtschaftlichen Aktivitäten im Dorf Säga in seiner Heimatgemeinde zurück.
Klein starb 1947 bei einem Unfall während Waldarbeiten. Er liegt auf dem Friedhof von Tarvastu begraben.